# ونیس میل (ویرجینیای غربی)
ونیس میل، ویرجینیا غربی (به انگلیسی: Vannoys Mill, West Virginia) یک منطقهٔ مسکونی در ایالات متحده آمریکا است که در شهرستان باربر واقع شده‌است.

## خصوصیات
ونیس میل ۴۷۴٫۸۸ متر بالاتر از سطح دریا واقع شده‌است.